# サボリオス
サボリオス (ギリシア語: Σαβώριος　668年没) は、東ローマ帝国の将軍。667年に皇帝コンスタンス2世 (在位: 641年–668年) に対し反乱を起こし、ウマイヤ朝のカリフムアーウィヤ (在位: 661年–680年)の支援をも獲得したが、東ローマ帝国軍と戦う前に事故死した。

## 生涯
証聖者テオファネスは、サボリオスがペルシア人の末裔であるとしている（彼の名の語源はペルシア人名のシャープールである）が、現代の大部分の歴史家はアルメニア人であると考えている。651/2年に反乱を起こした「アルメニア人のパトリキ」パサグナテスと同一視されることもある。
667年、サボリオスは東ローマ帝国領アナトリアの北東部を覆うアルメニアのテマのストラテゴス（将軍）に任じられた。この頃、皇帝コンスタンス2世はシチリアのシラクサに赴いており、首都コンスタンティノープルは共同皇帝である幼い息子のコンスタンティノス4世 (在位: 668年–685年)に任せていた。皇帝不在をよいことに、ウマイヤ朝のカリフであるムアーウィヤはアナトリア半島を度々襲撃し、荒廃させた。主な標的となったのが、テマ・アルメニアコンであった。
コンスタンス2世が帝国軍の大部分を率いてシチリアにいるところに付け込み、サボリオスは667年に反乱を起こした。背後の安全を確保するため、サボリオスは麾下の将軍セルギオスをダマスカスへ派遣し、ムアーウィヤに支援を求めた。反乱を知ったコンスタンス2世も、宦官のクビクラリオス職にあるアンドレアスをムアーウィヤのもとへ派遣した。しかし反乱軍は莫大な貢納（証聖者テオファネスによれば、国家歳入すべてに相当）をムアーウィヤに約束し、アンドレアスはそれに対抗できなかったため、ムアーウィヤはサボリオス支援を決めた。しかしアンドレアスはこの失態を挽回するべく皇帝に忠実な部隊を率いて、キリキアのアラビッソス付近の峠でセルギオスを捕らえることに成功した。交渉の席でアンドレアスを侮辱していたセルギオスは、去勢されたのち杭に串刺しにされた
兎にも角にも東方の安全を確保したサボリオスはコンスタンティノープルに向け進軍し、アナトリア半島のほぼ全域を制圧することに成功した。彼はビテュニアのヘクサポリス（ハドリアノポリス）に駐屯して軍を訓練しながら、アラブ軍の到着を待った。しかしいよいよ皇帝派のパトリキオスのニケフォロスの軍がやってきて対峙しようというとき、サボリオスの乗っていた馬が暴走して市門に突入し、サボリオスは門に頭を強打して死亡した。指揮官を失ったアルメニア反乱軍は直ちに降伏し、アラブの援軍が到着したころにはすでに反乱はほぼ終結していた。アラブ軍は混乱に付け込みボスポラス海峡まで進軍しアモリウムを占領したが、同年冬の間に東ローマ帝国に奪還された。

## 後世への影響
サボリオスの反乱は東ローマ帝国の領土喪失にこそつながらなかったものの、それでもなお最初のテマ軍反乱として帝国史上に重大な傷を刻み、7世紀から8世紀にかけて相次いだ同様の反乱の先駆けとなった。しかし同時にサボリオスの悲惨な運命と異教徒のムスリムを撃退した経験は、帝国に安心感をもたらすことにも繋がった。東ローマ帝国やシリアの文献には、正当なコンスタンティノープルの皇帝に対する反乱は、反逆者の死という結果に終わるのだという観念が繰り返し記述されている。